# Берхала (протока)
Берхала — протока в Індонезії, що розділяє острови Суматра і Сінґкеп в Південнокитайському морі.
Приналежність острову Берхала, що знаходиться в протоці, є причиною суперечки між островами Ріау і провінцією Джамбі.